# (6904) McGill
(6904) McGill est un astéroïde de la ceinture principale.

## Description
(6904) McGill est un astéroïde de la ceinture principale. Il fut découvert le 22 août 1990 à l'Observatoire Palomar par Henry E. Holt. Il présente une orbite caractérisée par un demi-grand axe de 2,48 UA, une excentricité de 0,11 et une inclinaison de 5,7° par rapport à l'écliptique.

## Compléments